# 雨港基隆
《雨港基隆》是一部以第二次世界大戰後的台湾基隆和二二八事件為背景的戀愛冒險遊戲，由臺灣的遊戲工作室Erotes Studio製作，是第一部以台湾历史为主题的美少女游戏。于2014年8月23日正式發售，此前有提供试玩版。2014年9月30日由未來數位代理上市。2014年10月25日發售第一張資料片《媛德妹妹》。日文版於2016年7月17日發行，將會有追加故事、新曲，追加日文配音及可切換台灣配音，並刪除台灣版劇情差評的部份。2015年在台北國際電玩展得到國內自製單機遊戲金獎。

## 故事簡介
1945年，二次世界大戰結束，國民政府接收台灣。主角李肇維是曾在日本讀書的台灣青年，並扶養一個弟弟李元德。在日本讀書時認識了從事革命活動的謝霽雲。李肇維返台後，住在台日混血女房東林明華的公寓裡，並在其青梅竹馬張曉瑜經營的茶坊擔任櫃檯，李肇維在觀看布袋戲時，認識了泉州作家陳鈺，之後發現她是駐台軍官陳峰的女兒。同時，李元德一直想出人頭地。他為此加入了中國國民黨。
李肇維就在這樣的環境下，過著平靜的生活。但國民政府下的台灣，經濟狀況並不穩定、社會上也常常發生如錄取不公、謝霽雲殺害陳峰等大大小小的事件。李肇維在這樣的環境下，與林明華、張曉瑜、還有陳鈺，發展出不等的曖昧關係。。
故事會在1947年2月28日，台灣發生大規模抗議、國民政府軍前往台灣鎮壓抗議時分歧。按照遊戲的選擇，遊戲的三位女主角會有以下遭遇：
- 如果選擇陳鈺線，李肇維會在陳鈺迎接國民政府軍前帶走陳鈺、遠走國外；否則陳鈺將被鎮壓國民的政府軍殺害。
- 如果選擇林明華線，會在林明華遭軍人襲擊時救出林明華，並遠走國外；否則林明華會被軍人姦殺。
- 如果選擇張曉瑜線，李肇維會與張曉瑜逃入深山逃避追殺，直到鎮壓結束；否則張曉瑜會被李元德殺害。

另外，如果陳峰的軍官何清說話，何清會對李肇維透漏政府軍將鎮壓抗議的消息。而謝霽雲也將安排船隻，將李肇維等人載到海外；如果讓張曉瑜的手下王太吉活著，那麼故事最後會以王太吉活到60年後的台灣做結。

## 登場角色

### 主角群
- 李肇維（配音員：曹冀魯）

男主角，是位柔道高手。曾在日本學醫，但是因故沒完成學業就回台灣，在張曉瑜家經營的臨港茶坊擔任櫃檯。〈她和他和她的澎湖灣〉中，得知已改名為李元。
- 張曉瑜（配音員：雷碧文）

女主角，茶商之女，代替年邁的父親經營臨港茶坊，與李肇維和李元德是青梅竹馬。〈她和他和她的澎湖灣〉中，是為張武雄之遠親。
- 林明華（配音員：林美秀）

女主角，台日混血兒，明華莊的房東。
- 陳鈺（配音員：傅其慧）

女主角，自稱來自泉州的女作家，相當喜愛布袋戲。
- 謝霽雲（配音員：馮嘉德）

李肇維的高中學姐，一個充滿秘密的人。

### 配角群
- 李元德（配音員：劉傑）

李肇維的弟弟，與張曉瑜是青梅竹馬，滿心期待國民政府光復台灣。
- 李媛德（配音員：丘梅君）

另一個時空的李元德，李肇維的妹妹，與張曉瑜是青梅竹馬，滿心期待國民政府光復台灣。
- 店長（配音員：劉傑）

成一堂的店長，雖然手藝驚人，但是喜歡製作一些看起來很詭異的私房菜單，口頭禪是「只要加以改良，50年後一定會大受歡迎」。本名為御己成一。
- 王太吉（配音員：劉傑）

與李肇維、李元德同為明華莊的房客，在臨港茶坊擔任長工，也在成一堂擔任學徒，個性豪爽不拘小節。
- 源叔

日本人，被李肇維等人稱是最像武士的人，曾經當過日本軍人，林明華之父將其留在台灣保護自己的女兒。本名為村田源七郎。
- 阿明

廟口組的人，通稱「廟口阿明」，為人重義氣，跟王太吉關係不錯。
- 子安店長

咖啡店的店長，對於經營咖啡店有著自己的理念，會請成一堂店長來幫忙，以及雇用明華。
- 陳峰

陳鈺的父親，中國國民黨中校。打從心裡看不起台灣人跟日本人，有跟陳鈺一樣會甩開護衛溜出去鬆口氣的習慣。
- 何清

陳峰的部下，暗戀著陳鈺。
- 陳儀

台灣行政長官，由於之前在福建時的所為，使得一般民眾對其信賴感不足。

## 發展

### 製作
《雨港基隆》由Erotes studio企劃，李處守為發起人，七日戰爭、白靈子負責原畫，劇本由因幡鴉、魯魯、桂森、凱因等製作，色指定由女畫師33負責，李處守、附窗子、七夜等撰寫程式，黃大哥設計背景，網管為史達林，李世光、Waiting等製作音樂。

### 發行
2014年8月由Erotes Studio发行

## 音樂

### 主題曲
片頭曲
「Rain of Puzzle」
演唱：凍魂
作曲、填詞、編曲：Waiting
製作：H&&D
片尾曲
「βefore the L∀ST」
填詞、演唱：藍大人
鋼琴：Willboxuni
作曲、編曲、混音：EAjRock
製作：Trio Vision Studio
「花落南風」
演唱：朔耶（Sakuya）
作詞、作曲、編曲、混音：檸檬酸P（KuensanP）
製作：晴空和音（Diaphanum Sound）
「雨後」
填詞、演唱：Chia
作曲、編曲、混音：JeetSingh
製作：微音工作室（Tinyminim）
角色歌
「雨落荼蘼」
演唱：張曉瑜（雷碧文）
填詞、作曲、編曲：Waiting@H&&D
「港都繪卷」
演唱：林明華（林美秀）
填詞、Waiting@H&&D
作曲、編曲：DeathscytheX
「彩樓戀曲」
演唱：陳鈺（傅其慧）
填詞、作曲、編曲：Waiting@H&&D

### 原聲帶
2014年8月23日原聲帶附特典版發售。收錄16首遊戲中所使用的歌曲。
| 原聲帶   | 原聲帶                 | 原聲帶   | 原聲帶    | 原聲帶              | 原聲帶   | 原聲帶 |
| 曲序     | 曲目                   |          | 作曲      | 编曲                | 主唱     | 时长   |
| -------- | ---------------------- | -------- | --------- | ------------------- | -------- | ------ |
| 1.       | Rain of Puzzle         | Waiting  | Waiting   | Waiting             | 凍魂     | 3:48   |
| 2.       | Always Sunshine There  |          | 李世光    | 李世光              |          | 2:17   |
| 3.       | I Should Belong to You |          | 李世光    | 李世光              |          | 2:46   |
| 4.       | Haunted Midnight       |          | 李世光    | 李世光              |          | 2:27   |
| 5.       | Back to Memories       |          | 李世光    | 李世光              |          | 2:34   |
| 6.       | Before the Storm       |          | 李世光    | 李世光              |          | 2:55   |
| 7.       | Abel and Cain          |          | 李世光    | 李世光              |          | 4:39   |
| 8.       | Fading Hope            |          | 李世光    | 李世光              |          | 3:36   |
| 9.       | Fairy Circu            |          | 李世光    | 李世光              |          | 2:21   |
| 10.      | Top Secret             |          | 李世光    | 李世光              |          | 2:41   |
| 11.      | Her Glove Puppetry     |          | 李世光    | 李世光              |          | 2:58   |
| 12.      | Lovely Teatime         |          | 李世光    | 李世光              |          | 3:40   |
| 13.      | Sakura in The Yard     |          | 李世光    | 李世光              |          | 2:17   |
| 14.      | βefore the L∀ST        | 藍大人   | EAjRock   | EAjRock、Willboxuni | 藍大人   | 4:57   |
| 15.      | 花落南風               | 檸檬酸P  | 檸檬酸P   | 檸檬酸P             | 朔耶     | 4:49   |
| 16.      | 雨後                   | Chia     | JeetSingh | JeetSingh           | Chia     | 3:42   |
| 总时长： | 总时长：               | 总时长： | 总时长：  | 总时长：            | 总时长： | 52:27  |

## 相關作品
《雨港基隆》共有三部小說改編。《雨港基隆─桐花雨》以其中女主角張曉瑜為主線，故事內容圍繞於男主角李肇維與其周遭的人們及朋友。故事時間止於二二八事件前。《雨港基隆─雨夜華》以其中一個女主角林明華為主線，故事內容與本作有不同的內容發展。《雨港基隆─寄雨行》以其中一個女主角陳鈺為主線，加入初期被刪除的橋段，並且將作品中登場的李元德改為資料片的媛德妹妹。

## 評價
2015 Game Star遊戲之星票選獲得台北市電腦公會「國內自製單機遊戲」金賞。

## 外部連結
- 《雨港基隆》官方網頁
- 雨港基隆的Facebook專頁
- 《雨港基隆》日本版網站 （页面存档备份，存于）
- 雨港基隆的X（前Twitter） 日本版開發者Twitter[]
- 《雨港基隆》在視覺小說數據庫的頁面 （英文）
- 《Erotes studio》總負責人李處守的臉書專頁